# آماندا نورت
آماندا نورت (به انگلیسی: Amanda Noret) بازیگر آمریکایی است.

## گزیده از فیلمشناسی
از فیلم‌ها یا برنامه‌های تلویزیونی که وی در آن نقش داشته‌است می‌توان به آثار زیر اشاره کرد.
- نمایش دهه ۷۰ (۲۰۰۲)
- ورونیکا مارس (مجموعه تلویزیونی) (۲۰۰۴–۲۰۰۷)
- ورونیکا مارس (فیلم) (۲۰۱۴)